# Federica de Cesco
Federica de Cesco (* 23. März 1938 in Pordenone, Italien) ist  eine Schweizer Schriftstellerin.

## Leben
Federica de Cesco wurde 1938 als Tochter eines italienischen Vaters und einer deutschen Mutter im norditalienischen Friaul geboren. Sie wuchs mehrsprachig auf und spricht fließend Italienisch, Deutsch und Französisch, da sie in der Zeit des Zweiten Weltkriegs mit ihren Eltern in Äthiopien, Italien, Frankreich, Norddeutschland und Belgien lebte. Sie studierte Kunstgeschichte und Psychologie an der Universität Lüttich. 
1962 zog Federica de Cesco in die Schweiz, sie lebt heute in Luzern. Seit 1971 ist sie mit dem japanischen Fotografen Kazuyuki Kitamura verheiratet. Aus ihrer ersten Ehe mit einem Schweizer hat sie zwei Kinder.
Sie ist eine Weltreisende und lebte auch eine Zeitlang bei den Tuareg – einem Nomadenvolk in der Sahara. Ihre Reiseerfahrungen und ihr volkskundliches Wissen verarbeitete sie in mehreren Büchern, zu denen ihr Mann die Fotos beisteuerte. Die Protagonisten ihrer Geschichten sind meistens selbstbewusste Mädchen, die gegen aufgezwungene Normen rebellieren. Auch Federica de Cesco selbst trug z. B. verbotenerweise in der Schule Hosen.
Ein Film über ihr Leben vom Regisseur Nino Jacusso kam am 6. März 2008 in der Schweiz in die Kinos. Seit 2013 engagiert sie sich als Beirätin der Lakota-Stiftung für die Bildung von Lakota-Kindern.

## Literarisches Schaffen
Im Alter von 15 Jahren verfasste sie ihr erstes Werk, die Indianergeschichte Der rote Seidenschal, die erstmals 1957 in Belgien in französischer Sprache (Le foulard rouge) publiziert wurde. 
Im deutschsprachigen Raum ist Federica de Cesco besonders als Autorin von Kinder- und Jugendbüchern bekannt, die meist von fremden Ländern, fremden Kulturen, Religionen oder von anderen Weltanschauungen erzählen. Hauptschauplätze sind dabei Japan und Nordafrika, aber auch Indien und Tibet. 
Mit über 50 veröffentlichten Jugendbüchern ist Federica de Cesco eine der meistgelesenen Jugendbuchautorinnen im deutschen Sprachraum. Viele Schüler kennen die Kurzgeschichte Spaghetti für zwei (1975) aus dem Unterricht. 
Seit 1994 verfasst sie auch Romane für Erwachsene. 
Ihre Romane wurden auch kritisiert wegen ihrer klischeehaften, exotisierenden Darstellung anderer Kulturen und ihrer „Kolonialnostalgie“.

## Ehrungen
- 1962: Subside de l’Académie Royale de langue et de littérature française de Bruxelles
- 1972 und 1978: Zilveren Griffel, Niederlande
- 1982 und 1986: Buch des Monats, Deutschland
- 1986: Preis der Leseratten, Deutschland

## Werke

### Kinder- und Jugendbücher
- Der rote Seidenschal. Schweizer Jugend, Solothurn 1957 (Ann und Chee Trilogie, Band 1)
- Streit um Kim. Eine Pferdegeschichte. Schweizer Jugend, Solothurn 1958
- Die Flut kommt! Schweizer Jugend, Solothurn 1960.
- Nach dem Monsun. Schweizer Jugend, Solothurn 1960.
- Die Lichter von Tokio. Schweizer Jugend, Solothurn 1961.
- Das Jahr mit Kenja. Meine ersten Reiterlebnisse. Schweizer Jugend, Solothurn 1962.
- Das Mondpferd. Schweizer Jugend, Solothurn 1963.
- Pablo und die Cowboys. Schweizer Jugend, Solothurn 1963.
- Manolo. Schweizer Jugend, Solothurn 1964.
- Der Prinz von Mexiko. Benziger, Zürich 1965.
- Söhne der Prärie. Schweizer Jugend, Solothurn 1965.
- Im Wind der Camargue. Benziger, Zürich 1966.
- Die Klippen von Acapulco. Schweizer Jugend, Solothurn 1967.
- Der Türkisvogel. Benziger, Zürich 1967 (Ann und Chee-Trilogie, Band 2).
- Frei wie die Sonne. Benziger, Zürich 1969.
- Der Berg des Großen Adlers. Schweizer Jugend, Solothurn 1970.
- Ein Pferd für mich. Benziger, Zürich 1970.
- Was wißt ihr von uns? Benziger, Zürich 1971.
- Zwei Sonnen am Himmel. Schweizer Jugend, Solothurn 1972.
- Sterne über heißem Sand. Benziger, Zürich 1973.
- Die Spur führt nach Stockholm. Benziger, Zürich 1973. (Emi & Tina, Band 1).
- Der einäugige Hengst und andere Pferdegeschichten. Schweizer Jugend, Solothurn 1974.
- Das Geheimnis der goldenen Vögel. Benziger, Zürich 1974.
- Die goldenen Dächer von Lhasa. Neptun, Kreuzlingen 1974.
- Der Tag an dem Aiko verschwand. Benziger, Zürich 1974 (Emi & Tina, Band 2).
- Sami und das Schloßgespenst. Fotos von Kazuyuki Kitamura. Reich, Luzern 1975.
- Das Geheimnis der indischen Perle. Benziger, Zürich 1975.
- Venedig kann gefährlich sein. Benziger, Zürich, 1975 (Emi & Tina, Band 3).
- Mut hat viele Gesichter. 11 Geschichten für Kinder. Rex, Luzern 1976.
- Achtung, Manuela kommt. Benziger, Zürich 1977.
- Ananda. Benziger, Zürich 1977
  - neu als: Ananda und die Rache der Götter. Arena, Würzburg 2001.
- Kel Rela. Im Herzen der Sahara. Neptun, Kreuzlingen 1977; überarbeitete Neufassung: Arena, Würzburg 2010.
- Malika und das weisse Mehari. Ein Märchen aus der Sahara. Mit Linolschnitten von Christof Schalk. Neptun, Kreuzlingen 1977.
- Pferde, Wind und Sonne. Huber, Frauenfeld 1978.
- Verständnis hat viele Gesichter. Rex, Luzern 1978.
- Im Zeichen der roten Sonne. Benziger, Zürich 1979 (Japan-Trilogie, Band 1).
- Im Zeichen des himmlischen Bären. Benziger, Zürich 1980 (Japan-Trilogie, Band 2).
- Ein Armreif aus blauer Jade. Benziger, Zürich 1981 (Emi & Tina, Band 4).
- Im Zeichen der blauen Flamme. Benziger, Zürich 1982 (Japan-Trilogie, Band 3).
- Der versteinerte Fisch. Benziger, Zürich 1982 (Emi & Tina, Band 5).
- Flammender Stern. Benziger, Zürich 1983.
- Das Geisterpferd. Die spannendsten Pferdegeschichten. Huber, Frauenfeld 1984.
- Das goldene Pferd. Benziger, Zürich 1984 (Emi & Tina, Band 6).
- Kalte Füße im Frühling. Benziger, Zürich 1984.
- Reiter in der Nacht. Aare, Solothurn 1984
  - neu als: Der Schicksalsritt. Arena, Würzburg 2006, ISBN 978-3-4014-5244-9.
- Tim und Tam. Das Geheimnis der schwarzen Maske. Rex, Luzern 1984.
- Aischa oder die Sonne des Lebens. Aare, Solothurn 1985.
- Das Lied der Delphine. Benziger, Zürich 1985.
- Freundschaft hat viele Gesichter. Rex, Luzern 1986.
- Sonnenpfeil. Aare, Solothurn 1986 (Ann und Chee-Trilogie, Band 3).
- Felicitas und das Geheimnis im Keller. Aare, Solothurn 1987.
- Blumen im Fluß. Aare, Solothurn 1988.
- Samira, Königin der roten Zelte. Aare, Solothurn 1988 (Samira Trilogie, Band 1).
- Der Indianer in der 6b. Rex, Luzern 1989.
- Samira, Erbin der Ihaggaren. Aare, Solothurn 1989 (Samira-Trilogie, Band 2).
- Das Sternenschwert. Arena, Würzburg 1990, ISBN 3-401-07044-4 (Sammelband Japan-Trilogie)
- Judith und das Licht auf dem Schiff. Aare, Solothurn 1990.
- Samira, Hüterin der Blauen Berge. Aare, Solothurn 1990 (Samira-Trilogie, Band 3).
- Die Schwingen des Falken. Aare, Solothurn 1991.
- Der Flug des Falken. Aare, Solothurn 1992 (Fortsetzungsband).
- Traum der Ballerina. Aare, Aarau 1994.
- Melina und die Delphine. Arena, Würzburg 1995.
- Fern von Tibet. Aare, Aarau 1996.
- Mari reitet wie der Wind. Arena, Würzburg 1997.
- Milas Zauberlied. Aare, Aarau 1997.
- Kerima – Weg in die Freiheit. Aare, Aarau 1998.
- Der Ruf der Elefanten. Arena, Würzburg 1998.
- Weißer Kranich über Tibet. Arena, Würzburg 1999.
- Shana, das Wolfsmädchen. Arena, Würzburg 2000.
- Anahita – im Land des Monsuns. Arena, Würzburg 2001.
- Sabrina. Entscheidung in Mexiko. Arena, Würzburg 2001.
- Das Gold der Azteken. Arena, Würzburg 2002.
- Hinani. Tochter der Wüste. Arena, Würzburg 2002.
- Solal, das Feuerpferd. Arena, Würzburg 2002.
- Tochter des Meeres. Arena, Würzburg 2004.
- Mein Sommer mit Donnervogel. Arena, Würzburg 2005.
- Tara und die Reiter des Windes. Arena, Würzburg 2005.
- Wildpferde in Gefahr. Ensslin, Würzburg 2007, ISBN 978-3-401-45245-6.
- Das große Erstkommunion-Geschichtenbuch. Rex, Luzern 2008, ISBN 978-3-4602-0846-9.
- Die goldene Kriegerin. Bertelsmann, München 2009, ISBN 978-3-5701-3220-3.
- Sommer, Sonne, wilde Pferde. Arena, 2010, ISBN 978-3-4014-5410-8.
- Shana, das Wolfsmädchen und der Ruf der Ferne. Arena, Würzburg 2013, ISBN 978-3-4010-4921-2.

### Romane für Erwachsene
- Silbermuschel. Hoffmann und Campe, Hamburg 1994.
- Feuerfrau. Hoffmann und Campe, Hamburg 1995.
- Seidentanz. Marion von Schröder, München 1997.
- Die Tibeterin. Marion von Schröder, München 1998.
- Wüstenmond. Marion von Schröder, München 2000.
- Die Tochter der Tibeterin. Marion von Schröder, München 2001.
- Das Vermächtnis des Adlers. Marion von Schröder, München 2003.
- Die Augen des Schmetterlings. Blanvalet, München 2005.
- Im Herzen der Sahara. Heyne, München 2005 (Neufassung des Jugendbuchs Kel Rela von 1977).
- Die Traumjägerin. Marion von Schröder, München 2006.
- Muschelseide. Blanvalet, München 2007.
- Das Haus der Tibeterin. Blanvalet, München 2009.
- Mondtänzerin. Blanvalet, München 2011.
- Tochter des Windes. Blanvalet, München 2013.
- Die neunte Sonne. Europa Verlag, Berlin 2015.
- Der englische Liebhaber. Europa, Berlin 2018.
- Das Erbe der Vogelmenschen. Europa, Berlin 2020.
- Die Welt durch Wörter sehen. Meine Lieblingsgeschichten. Wörterseh, Lachen 2022, ISBN 978-3-03763-138-6.

### Sachbücher
- Tuareg. Nomaden der Sahara. Mondo, Lausanne 1971.
- Marokko – zwischen Tradition und Wandel. Hallwag, Bern 1976 (als „Federica Kitamura“).
- Das ist die Schweiz. Das große Buch eines kleinen Landes. Neptun, Kreuzlingen 1976.
- Schweizer Feste und Bräuche. Colibri, Bern 1977.
- Viva Europa. Die hundert schönsten Volksfeste. Popp, Würzburg 1981.
- Der Genfersee. Silva, Zürich 1989.

### Autobiografie
- Federica. Mein Leben – ein Abenteuer. Huber, Bern 1983.